# 佐賀県信用漁業協同組合連合会
佐賀県信用漁業協同組合連合会（さがけんしんようぎょぎょうきょうどうくみあいれんごうかい）は、佐賀県佐賀市に本店を置く、佐賀県内の漁業協同組合の信用事業を統括する都域漁協系金融機関であり、県内漁業協同組合を会員とする。通称は「JF佐賀信漁連」。

## 沿革
- 2021年4月 - 本会とともに九州各地の信漁連が統合され、九州信用漁業協同組合連合会となり、消滅。

## 店舗所在地
※：括弧内は店舗コード。
- 本店（001）/佐賀県佐賀市西与賀町大字厘外821
- 唐津支店（002）/佐賀県唐津市海岸通り7182-232
- 南川副支店（050）/佐賀県佐賀市川副町大字犬井道1757-3
- 鹿島支店（170）/佐賀県鹿島市浜町1707